# 中国人民解放军第一野战军
中国人民解放军第一野战军，简称一野，是中国共产党在抗日战争后期组建的大型集团部队之一。第二次国共内战时期，中国人民解放军主力之一:4918。西北人民解放军野战军（简称西北野战军、西野）由原陕甘宁晋绥联防军、晋绥解放区的八路军以及其他地方武装发展起来，总兵力达15.5万人。1949年1月改称第一野战军，1950年4月撤编。

## 历史
全国抗战转入最后大反攻时，1945年8月11日，中共中央军委决定以晋绥军区部队主力组成晋绥野战军，隶属陕甘宁晋绥联防军。联防军司令员贺龙、政治委员关向应分别兼任晋绥野战军司令员、政治委员（关向应因病未到职，贺龙兼代政治委员，后李井泉任政治委员），辖第三五八旅，独立第一、独立第二、独立第三旅和1945年11月成立的独立第四旅、1946年10月成立的独立第五旅。1945年8月21日，中共中央决定陕甘宁边区部队沿用陕甘宁晋绥联防军番号，司令员贺龙，代政治委员高岗，辖教导第一、教导第二旅，新编第四旅，警备第一旅兼关中军分区，警备第三旅兼三边军分区，第三五八旅兼陇东军分区，绥德军分区。1946年11月10日，中央军委决定撤销晋绥野战军、晋北野战军（司令员周士第），部队整编成第一、第二、第三纵队，归晋绥军区直接指挥。不久，第一纵队调至陕甘宁晋绥联防军序列。1946年12月16日，彭德怀和习仲勋由延安到晋西北参加离石县高家沟会议，中共中央军委委托彭德怀传达军委为对付国民党军队准备进攻陕甘宁边区的对策、部署晋绥军区和晋冀鲁豫军区的太岳军区如何协同配合，粉碎敌人进攻的问题而召开的会议，参加这次会议的有贺龙、李井泉、陈赓、罗贵波等。
1947年2月10日，中央军委决定，晋绥军区第一纵队和陕甘宁晋绥联防军所辖新编第四旅、教导旅，警备第一、警备第三旅，共6个旅19个团2.8万余人，组成陕甘宁野战集团军，张宗逊任司令员，习仲勋任政治委员，副司令员王世泰，副政委廖汉生，参谋长阎揆要，政治部主任徐立清。
1947年3月4日，中央军委第一部统计了国军准备进攻延安的兵力：关中、陇东、三边、榆林4个军分区当面计有正规军7个整编师、24个整编旅、52个团，18.4万人；地方团队21个团，1万余人。总计7个整编师24个整编旅、73个团，约19.5万人。判定“敌人是决心进攻延安”，“待整编第一、第九十师集结完毕后，进攻即可开始”。西华池之战查明了胡部战斗力和战斗精神。据此提出保卫延安“主要依靠陈谢从外线解围”，准备在延安以南的内线进行二十天的防御作战。军委副主席兼总参谋长彭德怀临危主动请缨指挥陕北作战，“临阵换将”得到了毛泽东的同意。3月8日召开了保卫边区保卫延安的大会，周恩来、朱德、彭德怀都讲了话。彭德怀在会上宣布，毛主席、党中央决定让我来指挥保卫延安的战斗。3月12日在枣园小礼堂彭德怀、总政治部主任刘少奇主持召开了旅以上干部会，总结了西华池战斗的经验教训，决定撤销陕甘宁野战集团军番号，恢复原建制，张宗逊和廖汉生分任第一纵队司令员和政委。
1947年3月13日，国军调集34个旅之兵力对陕甘宁解放区发动进攻:4918。其中，第一战区司令长官胡宗南指挥的20个旅，除以5个旅担任守备外，集中15个旅约14万余人从南线洛川、宜川等地直攻延安。中共中央决心主动放弃延安，依靠陕北群众基础好、地形险要、回旋余地大等有利条件，将国军胡宗南集团牵制在陕甘宁解放区，消灭其有生力量，以利其他战区作战。并调晋绥军区第二纵队西渡黄河，加入陕甘宁作战。
1947年3月14日，军委致电张宗逊、习仲勋，要求习仲勋回延安和彭德怀一起主持全局。3月16日，中共中央军委决定以陝甘宁解放区之第一纵队、从晋绥解放区调回3月17日入陕之第二纵队、新4旅、教导旅等等组成西北野战兵团，统归中共中央军委副主席彭德怀和中共中央西北局书记习仲勋指挥:4918。3月17日正式组成西北野战兵团，陕甘宁野战集团军番号撤销。3月20日，成立了西北野战兵团指挥机构，彭德怀任西北野战兵团司令员兼政治委员，张宗逊任副司令员，习仲勋任副政治委员、边区政府副主席刘景范为后勤司令员。警备第一、警备第三旅仍归陕甘宁晋绥联防军指挥，担负地方作战任务。
先后进行延安保卫战及青化砭、羊马河、蟠龙等战役战斗，歼灭国军3个旅，稳定陝北战局:4918。1947年3月至7月，西北野战兵团“陕北三战三捷”，歼敌2.6万余人，以不足3万余人牵制了国军30多个旅于陕北战场，有力地策应了其他解放区的作战。
1947年7月31日，中央“小河会议”决定晋绥军区划归陕甘宁晋绥联防军建制领导，贺龙任联防军司令员，统一领导陕甘宁、晋绥两边区的经济与后方建设、支前工作。7月，中共中央军委决定西北野战兵团正式定名为西北人民解放军野战军，彭德怀任司令员兼政委:4918。后张宗逊任第一副司令员，再后赵寿山任第二副司令员，副政治委员习仲勋，参谋长张文舟，徐立清任政治部主任，辖第一、第二纵队和教导旅、新编第四旅、直属山炮营；决定彭德怀、习仲勋、张宗逊、王震、刘景范组成中共西北野战军前线委员会，彭德怀为书记。
晋绥军区第三纵队于1947年8月上旬西渡黄河到陕北，归西北野战军建制，当即参加了沙家店战役担任阻援作战。西北野战军总兵力达4.5万人。沙家店战役一举歼灭胡宗南集团三大主力师之一的编第三十六师主力6000余人，挫败了国军对陕北的重点进攻，扭转了西北战局，西北解放军从此由战略防御转入战略反攻。
1947年8月30日中共中央通知各战略区和各野战军：军委副主席兼军委总参谋长彭德怀改任西北野战军司令员兼政委，不再兼任军委工作，决定由周恩来代理军委总参谋长工作，副总参谋长仍是叶剑英。
1947年9月17日，以陕甘宁晋绥联防军警备第一、第三旅和骑兵第六师组成西北野战军第四纵队。1947年9月20日，决定以西野教导旅、新四旅组建第六纵队。1947年11月吕梁军区第五十一、第五十五、第五十八团组成独立第七旅，调入第一纵队建制。至此，西北野战军已发展到5个纵队和1个直属山炮营共7.6万人。
1948年3月17日，陕甘宁晋绥联防军改称陕甘宁晋绥联防军区，司令员贺龙，政治委员习仲勋，副司令员王维舟，参谋长张经武，政治部主任李卓然，直属第一（延属，后组建警四旅）、第二（绥德，后组建警二旅）、第三（三边，新11旅兼）、第四（陇东，辖独13与独14团）、第五（关中，警一旅兼）、第六（黄龙，后组建警四旅）军分区和晋绥军区（二级军区，兵团级，辖绥蒙军区、吕梁军区）。 
1949年1月15日，中央军委发出了《关于各野战军按番号顺序排列》的指示，当时西北野战军正在白水召开第一次党代会。1949年2月，西北野战军正式改编为第一野战军。此时下辖7个军（第1至第8军，缺第5军）另两个骑兵师共15.5万余人。其中，第1、2、3、7、8军均为晋绥区部队发展而来，第4军为陕甘宁老部队，第6军为抗战后期从晋察冀、晋冀鲁豫调到陕甘宁晋绥的八路军。改编为第一野战军时，第7军在参加太原围城战至夏天才归建，第8军在绥远从未归建西北。彭德怀任司令员兼政治委员，张宗逊、赵寿山分任第一、第二副司令员，阎揆要任参谋长，甘泗淇任政治部主任，王政柱、李夫克任副参谋长，张德生任政治部副主任，刘景范任后勤司令员，方仲如任后勤副司令员（3月黎化南任后勤部部长，方仲如任后勤部政治委员）。政治部宣传部长鲁直兼新华社一野总分社社长（总编辑普金）。中共中央、中央军委还决定，将中共西北野战军前线委员会改称中共第一野战军前线委员会（简称一野前委），彭德怀仍为前委书记。
组建第一野战军后，彭德怀电告中央：

...我军概况，现有九万五千人[警四旅改为十二师，四千人在内]，一、二两军五个师，每师平均七千八百余[师编制]。三军七师近八千人，九师不到六千人。四军三个师多者五千人，少者四千人。六军两个师，每师五千人。刻一九四八年全军伤亡四万二千九百七十余[其中有被俘失踪逃亡九千人]，干部占一万一千余[班级占六千余人，连、排级近四千人，营级以上及医务人员等一千人]。医愈归队者已有两千余人。经过冬季整训，干部已补齐，预备干部有四千余人。党员占全军三分之一强。俘虏兵约占全军百分之八十，连队比例更大，班长绝大多数是俘虏兵，排长、副排长亦占约半数，连指挥员各军中均有个别。绝大多数是四川人[除四纵外]，基本上已成为南方军队...

1949年5月太原战役结束后，华北第18、第19兵团调入关中转隶第一野战军，此时第一野战军总兵力达34.4万人。
- 第一军：军长贺炳炎，政委廖汉生，参谋长陈外欧，政治部主任冼恒汉
  - 第一师：师长黄新廷，政委余秋里
  - 第二师：师长王尚荣，政委颜金生
  - 第三师：师长傅传作，政委曹光琳
- 第二军：军长兼政委王震，副军长郭鹏、顿星云，副政委王恩茂，参谋长张希钦，政治部主任左齐，甘祖昌任后勤部长。 
  - 第四师：师长兼政委杨秀山
  - 第五师：师长徐国贤，政委李铨
  - 第六师：师长张仲瀚，政委曾涤
- 第三军：军长许光达，副政委朱明，参谋长李文清，副参谋长邓家泰，政治部副主任江勇
  - 第七师：师长唐金龙，政委梁仁芥
  - 第八师：师长杨嘉瑞，政委孟昭亮
  - 第九师：师长朱声达，政委王赤军
- 第四军：军长王世泰，政委张仲良，副军长孙超群，副政委兼政治部主任朱辉照，参谋长张文舟，刘护平任政治部副主任，王国瑞任后勤部长
  - 第十师（原警备第一旅和骑兵第六师1个步兵团合编）：师长高锦纯，政委左爱
  - 第十一师（原警备第三旅）：师长郭炳坤，政委高维嵩
  - 第十二师（原警备第四旅与骑兵第六师大部合编）：师长郭宝珊，政委李宗贵
- 第六军：军长罗元发，政委徐立清，副政委兼政治部主任饶正锡，参谋长唐子奇，副参谋长陈海涵，黄振棠任政治部副主任
  - 第十六师：师长吴宗先，政委关盛志
  - 第十七师：师长程悦长，政委黄振棠
- 第七军：军长彭绍辉，政委孙志远，参谋长王兰麟，政治部主任黄忠学
  - 第十九师（原晋绥军区独立第十旅）：师长何辉燕，政委朱绍田
  - 第二十师（原晋绥军区独立第十二旅）：师长张新华，政委龙福才
- 第八军：军长姚喆，副军长兼参谋长王长江，政治部主任裴周玉。
  - 第二十二师（原晋绥军区独立第十一旅）：师长樊哲祥，政委黄立清
  - 第二十三师（原晋绥军区独立第十四旅）：师长罗斌，政委姜文华
- 骑兵第一师（原骑兵第一旅，仍留晋绥作战）：师长康健民，政委李佐玉
- 骑兵第二师（原骑兵第二旅，西北军区建制，随第一野战军作战）：师长王智，政委王再兴

第一野战军先后发起春季战役和陕中战役，解放了西安及陕西中部广大地区。
1949年11月30日，中共中央军委决定，中国人民解放军第一野战军与西北军区合并，称中国人民解放军第一野战军暨西北军区。同样由彭德怀担任司令员，习仲勋任政治委员，张宗逊、赵寿山任副司令员，甘泗淇任副政治委员兼政治部主任，阎揆要任参谋长，王政柱、韩练成任副参谋长，张德生任政治部副主任。
- 第一兵团：司令员兼政委王震，政治部主任孙志远。
  - 第一军：军长贺炳炎，政委廖汉生，副军长王尚荣，副政委冼恒汉，参谋长陈外欧。
    - 第一师：师长傅传作，政委曾祥煌。
    - 第二师：师长王绍南，政委颜金生。
    - 第三师：政委曹光琳。

  - 第二军：军长郭鹏，政委王恩茂，副军长顿星云，参谋长张希钦，政治部副主任左齐。
    - 第四师：师长杨秀山。
    - 第五师：师长徐国贤，政委李铨。
    - 第六师：师长张仲瀚，政委曾涤。

  - 第七军：军长彭绍辉，政委罗贵波，参谋长何辉燕，政治部主任侯维煜。
    - 第十九师：师长朱绍田，政委孙鸿志。
    - 第二十师：师长张新华，政委龙福才。
    - 第二十一师：师长范忠祥，政委李建良。
- 第二兵团:司令员许光达，政委王世泰，副政委徐立清，参谋长张文舟副參謀長[董熙]。
  - 第三军:军长黄新廷，政委朱明，副军长唐金龙，副政委朱辉照，参谋长朱文清
    - 第七师：师长张开基，政委梁仁芥。
    - 第八师：师长杨嘉瑞，政委孟昭亮。
    - 第九师：师长朱声达，政委王赤军。

  - 第四军:军长张达志，政委张仲良，副军长孙超群，参谋长姚知一。
    - 第十师：师长高锦纯，政委左爱。
    - 第十一师：师长郭炳坤，政委高维嵩。
    - 第十二师：师长郭宝珊，政委李宗贵。

  - 第六军：军长罗元发，政委张贤约，参谋长张贤约，政治部主任黄振棠。
    - 第十六师：师长吴宗先，政委关盛治。
    - 第十七师：师长程悦长，政委黄振棠（兼）。
    - 第十八师：师长陈刚，政委肖头生。
- 第十九兵团：司令员杨得志，政委李志民，副司令员耿飚、葛晏春，参谋长耿飚，政治部主任潘自力。
  - 第六十三军：军长郑维山，政委王宗槐，副军长兼参谋长易耀彩，副政委龙道全，政治部主任陆平。
    - 第一八七师：师长张英辉，政委张迈君。
    - 第一八八师：师长宋玉林，政委李真。
    - 第一八九师：师长杜瑜华，政委蔡长元。
    - 骑兵第六师：师长刘春芳，政委刘光裕。

  - 第六十四军：军长曾思玉，政委王昭，副军长唐子安，副政委傅崇碧。
    - 第一九〇师：师长陈信忠，政委边疆。
    - 第一九一师：师长谢正荣，政委陈宜贵。
    - 第一九二师：师长马卫华，政委王海亭。

  - 第六十五军：军长邱蔚，政委王道邦，副军长兼参谋长王克斌，副政委兼政治部主任蔡顺礼。
    - 第一九三师：师长郑三生，政委杨银生。
    - 第一九四师：师长赵文进，政委陈亚夫。
    - 第一九五师：师长王志廉（代）。
- 陕西军区（第十九兵团兼）：司令员杨得志，政治委员马明方、李志民，副司令员耿飚、吴岱峰、左协中，参谋长耿飚(兼)，副参谋长杨捷，政治部副主任牛书申。
  - 陕南军区（第十九军兼）：司令员刘金轩，政委张邦英，副司令员陈先瑞，副政委兼政治部主任李耀，参谋长薛克忠。
    - 两郧军分区：司令员梁励生，政委杨锐。
    - 商洛军分区：司令员孙光，政委王力。
    - 安康军分区：司令员谭友夫，政委唐方雷。
    - 汉中军分区：司令员张涛，政委白成铭。
    - 第五十五师：师长符先辉，政委张明。
    - 第五十七师：师长张复振，政委张文彬。

  - 陕北军区：司令员吴岱峰，政委李鹤邦，副司令员胡景铎，参谋长李硕，政治部主任惠世恭。
    - 榆林军分区：司令员惠世恭兼，政委朱侠夫。
    - 黄龙军分区：司令员马公里代，政委强自珍。

  - 大荔军分区：司令员王清毅，政委刘文蔚。
  - 三原军分区：司令员黄子祥，政委白治民。
  - 邠县军分区：司令员张占云，政委杨伯伦。
  - 渭南军分区：司令员于占彪，政委白清江。
  - 咸阳军分区：司令员王宝珊，政委张忠。
  - 宝鸡军分区：司令员陈国栋，政委吕剑人。
- 甘肃军区（第二兵团兼）：司令员许光达，政治委员王世泰，副司令员徐国珍、任谦、周祥初，副政委张德生、孙作宾，参谋长张文舟，政治部主任朱明，副参谋长侯世奎，政治部副主任王再兴。
  - 天水军分区（[第七军兼）：副军长兼司令员孙超群，政委高峰
  - 平凉军分区：司令员何远平，政委李科。
  - 庆阳军分区：司令员刘明山，政委党永亮。
  - 武都军分区：司令员陈仕南，政委李正廷。
  - 岷山军分区：司令员李启贤，政委罗斌。
  - 张掖军分区（第三军第七师兼）：师长兼司令员张开基，政委刘昌汉。
  - 武威军分区（第三军第八师兼）：师长兼司令员杨嘉瑞，政委王俊。
  - 酒泉军分区（第三军第九师兼）：师长兼司令员朱声达，政委刘长亮。
  - 临夏军分区（第四军第十一师兼）：师长兼司令员郭炳坤，政委高维嵩。
  - 独立第一师：师长高凌云，政委江子英。
  - 骑兵第二师：师长王智，政委惠志高。
- 宁夏军区（第六十五军兼）：司令员邱蔚，政委王道邦，副司令员黄罗斌、曹又参，参谋长牛化东，政治部主任孙润华。
  - 独立第一师：师长李治州，政委麻志浩
- 青海军区（第一军兼）
- 新疆军区（第一兵团兼）：司令员兼政委彭德怀（兼），代司令员兼代政委王震，副司令员陶峙岳、赛福鼎·艾则孜，参谋长张希钦，政治部主任徐立清，副参谋长曹震五、哈沙洛夫，政治部副主任曾涤、支亚。
  - 迪化军区（第六军兼）：司令员罗元发，政委张贤约，副司令员诺苏甫汉，参谋长陈海涵，政治部主任魏志明，政治部副主任何农泰益甫。
  - 伊宁军区（第五军兼）：司令员法铁依·伊凡诺维奇·列斯肯，政委顿星云，副司令员兼参谋长马尔果夫·伊斯哈科夫，副政治委员曹达诺夫·扎伊尔，政治部主任努力也夫，政治部副主任李辉和。
    - 第13师：师长买买提伊敏·伊敏诺夫，政治委员马洪山
    - 第14师：师长阿里木坚诺夫·乌拉拜音，政治委员胡政。

  - 喀什军区（第二军兼）：司令员郭鹏，政委王恩茂，副司令员伊漫诺夫，参谋长贺盛贵，政治部主任左齐，政治部副主任塞拉代夫。
  - 第22兵团：司令员陶峙岳，政治委员王震，副司令员赵锡光、副政治委员饶正锡，参谋长陶晋初，政治部主任李铨。
    - 第九军：军长赵锡光，政治委员张仲瀚，副军长王根僧、陈德法，参谋长李祖堂，副参谋长曾文思、朱文盈。
      - 第二十五师：师长刘振世、政委贺振新
      - 第二十六师：师长罗汝正、政委王季龙
      - 第二十七师：师长陈俊、政委龙炳初

    - 骑兵第七师：师长韩有文、政委于春山
    - 骑兵第八师：师长马平林、政委张献奎

1950年4月，根据中共中央军委决定，中国人民解放军第一野战军番号撤销，所属部队归西北军区建制。